# Lycaena bajuvaricus
Lycaena bajuvaricus är en fjärilsart som beskrevs av Hans Fruhstorfer 1917. Lycaena bajuvaricus ingår i släktet Lycaena och familjen juvelvingar. Inga underarter finns listade i Catalogue of Life.